# Интерфейс (объектно-ориентированное программирование)
Интерфе́йс (англ. interface) — структура программы или синтаксиса, определяющая отношение с объектами, объединёнными некоторым поведением. При проектировании классов разработка интерфейса тождественна разработке спецификации (множества методов, которые каждый класс, использующий интерфейс, должен реализовывать).
Интерфейсы, наряду с абстрактными классами и протоколами, устанавливают взаимные обязательства между элементами программной системы, что является фундаментом концепции программирования по контракту (англ. design by contract, DbC). Интерфейс определяет границу взаимодействия между классами или компонентами, специфицируя определённую абстракцию, которую осуществляет реализующая сторона.
Интерфейс в ООП является строго формализованным элементом языка и широко используется в исходном коде программ.
Интерфейсы позволяют наладить множественное наследование объектов и в то же время решить проблему ромбовидного наследования. В языке C++ она решается через наследование классов с использованием ключевого слова virtual.

## Описание и использование интерфейсов
Описание интерфейса, если отвлечься от деталей синтаксиса конкретных языков, состоит из двух частей: имени и методов интерфейса.
- Имя интерфейса строится по тем же правилам, что и другие идентификаторы используемого языка программирования. Разные языки и среды разработки имеют различные соглашения по оформлению кода, в соответствии с которыми имена интерфейсов могут формироваться по некоторым правилам и которые помогают отличать имя интерфейса от других идентификаторов. Например, в технологии COM и во всех поддерживающих её языках действует соглашение, согласно которому имя интерфейса строится по шаблону I<Имя>, то есть состоит из написанного с заглавной буквы осмысленного имени, которому предшествует заглавная латинская буква I (IUnknown, IDispatch, IStringList и т. п.).
- Методы интерфейса. В описании интерфейса определяются имена и сигнатуры входящих в него методов, то есть процедур или функций класса.

Использование интерфейсов возможно двумя способами:
- Класс может реализовывать интерфейс. Реализация интерфейса заключается в том, что в описании класса данный интерфейс указывается как реализуемый, а в коде класса обязательно определяются все методы, которые описаны в интерфейсе, в полном соответствии с сигнатурами из описания этого интерфейса. То есть, если класс реализует интерфейс, для любого экземпляра этого класса существуют и могут быть вызваны все описанные в интерфейсе методы. Один класс может реализовать несколько интерфейсов одновременно.
- Возможно объявление переменных и параметров методов как имеющих тип «интерфейс». В такую переменную или параметр может быть записан экземпляр любого класса, реализующего интерфейс. Если интерфейс объявлен как тип возвращаемого значения функции, это означает, что функция возвращает объект класса, реализующего данный интерфейс.

Как правило, в объектно-ориентированных языках программирования интерфейсы, как и классы, могут наследоваться друг от друга. В этом случае интерфейс-потомок включает все методы интерфейса-предка и, возможно, добавляет к ним свои собственные.
Таким образом, с одной стороны, интерфейс — это «договор», который обязуется выполнить класс, реализующий его, а с другой стороны, интерфейс — это тип данных, потому что его описание достаточно чётко определяет свойства объектов, чтобы наравне с классом типизировать переменные. Следует однако подчеркнуть, что интерфейс не является полноценным типом данных, так как он задаёт только внешнее поведение объектов. Внутреннюю структуру и реализацию заданного интерфейсом поведения обеспечивает класс, реализующий интерфейс; именно поэтому «экземпляров интерфейса» в чистом виде не бывает и любая переменная типа «интерфейс» содержит экземпляры конкретных классов.
Использование интерфейсов — один из вариантов обеспечения полиморфизма в объектных языках и средах. Все классы, реализующие один и тот же интерфейс с точки зрения определяемого ими поведения ведут себя внешне одинаково. Это позволяет писать обобщённые алгоритмы обработки данных, использующие в качестве типов параметры интерфейсов, и применять их к объектам различных типов.
Например, интерфейс Cloneable может описать абстракцию клонирования (создания точных копий) объектов, специфицировав метод Clone, который должен выполнять копирование содержимого объекта в другой объект того же типа. Тогда любой класс, объекты которого может понадобиться копировать, должен реализовать интерфейс Cloneable и предоставить метод Clone, а в любом месте программы, где требуется клонирование объектов, для этой цели у объекта вызывается метод Clone. Причём использующему этот метод коду достаточно иметь только описание интерфейса, он может ничего не знать о фактическом классе, объекты которого копируются. Таким образом, интерфейсы позволяют разбить программную систему на модули без взаимной зависимости кода.

## Что может и что не может содержать интерфейс
«Чистый» интерфейс содержит только названия функций, которые будут определены где-то в классе-потомке, без тел. Однако для удобства программиста языки программирования и требования к коду могут допускать в интерфейсах определённые виды данных и функций.
- Функции-утилиты. Пример: для абстрактного потока данных функция writeIntelWord(unsigned short) переводит число в порядок байтов «младший первым», а затем пишет два байта, вызвав интерфейсную функцию write.
- Эталонные реализации, в целом рабочие, но непригодные или неоптимальные для определённых потомков. Пример: для абстрактного потока данных функция remainder() возвращает size() - pos(). Она работает, например, для дискового файла или буфера памяти и отлично документирует, что должна делать. Но существуют потоки, которые не имеют длины, но имеют остаток (например, забуферизированный ввод из порта).
- В языке Си++ интерфейсу, как и любому виртуальному классу, поощряется иметь пустой виртуальный деструктор.
- Статические (общие для всех экземпляров) данные, особенно неизменяемые.

В любом случае интерфейс не может содержать:
- любые нестатические данные, кроме технических (указатель на таблицу виртуальных методов и т. д.);
- конструктор сверх того, чтобы эти технические данные инициализировать;
- незаконченные функции, неспособные работать «как написано» ни в одном потомке и требующие доработки;
- приватные функции, к которым потомки обращаться не могут.

## Интерфейсы и абстрактные классы
Можно заметить, что интерфейс, с формальной точки зрения, — это просто чистый абстрактный класс, то есть класс, в котором не определено ничего, кроме абстрактных методов. Если язык программирования поддерживает множественное наследование и абстрактные методы (как например C++), то необходимости во введении в синтаксис языка отдельного понятия «интерфейс» не возникает. Данные сущности описываются с помощью абстрактных классов и наследуются классами для реализации абстрактных методов.
Однако поддержка множественного наследования в полном объёме достаточно сложна и вызывает множество проблем как на уровне реализации языка, так и на уровне архитектуры приложений. Введение понятия интерфейсов является компромиссом, позволяющим получить многие преимущества множественного наследования (в частности, возможность удобно определять логически связанные наборы методов в виде сущностей, подобных классам и допускающим наследование и реализацию), не реализуя его в полном объёме и не сталкиваясь с большинством связанных с ним трудностей.
На уровне исполнения классическая схема множественного наследования вызывает дополнительный ряд неудобств:
- если объект может параллельно наследовать {\displaystyle n} классов, существует {\displaystyle n} независимых способов к нему обращаться, а значит должно существовать {\displaystyle n-1} дополнительных указателей на него. С точки зрения автоматического управления памятью это будет означать, что возникают ссылки, указывающие в середину объекта;
- поддержка виртуальных вызовов подразумевает, что в объекте хранится ссылка на его виртуальную таблицу. В случае множественного наследования {\displaystyle n} ссылок их активное использовании сильно увеличит объём памяти, занимаемой каждым экземпляром.

Использование схемы с интерфейсами (вместо множественного наследования) позволяет решить эти проблемы, если не считать вопроса о вызове интерфейсных методов (то есть виртуальных вызовов методов при множественном наследовании, см. выше). Классическое решение состоит в том (например, в JVM для Java или CLR для C#), что интерфейсные методы вызываются менее эффективным способом, без помощи виртуальной таблицы: при каждом вызове сначала определяется конкретный класс объекта, а затем в нём ищется нужный метод (разумеется, с многочисленными оптимизациями).

## Множественное наследование и реализация интерфейсов
Как правило, языки программирования разрешают наследовать интерфейс от нескольких интерфейсов-предков. Все методы, объявленные в интерфейсах-предках, становятся частью объявления интерфейса-потомка. В отличие от наследования классов, множественное наследование интерфейсов гораздо проще реализуется и не вызывает существенных затруднений.
Тем не менее, одна коллизия при множественном наследовании интерфейсов и при реализации нескольких интерфейсов одним классом всё-таки возможна. Она возникает, когда в двух или более интерфейсах, наследуемых новым интерфейсом или реализуемых классом, имеются методы с одинаковыми сигнатурами. Разработчики языков программирования вынуждены выбирать для таких случаев те или иные способы разрешения противоречий. Вариантов здесь несколько:
- Запрет. В одном классе просто запрещается реализовывать несколько интерфейсов, имеющих методы с одинаковыми сигнатурами. Если для какого-то класса требуется комбинация несовместимых интерфейсов, программист должен выбрать другой путь решения проблемы, например, выделить несколько классов, каждый из которых реализует один из необходимых интерфейсов, и использовать их экземпляры совместно.
- Явное разрешение неоднозначности. В случае обнаружения компилятором коллизии от программиста требуется явно указать, метод какого из интерфейсов он реализует и вызывает. То есть одноимённые методы реализуются раздельно, а при вызове указывается, какой из них вызывается. При вызове одноимённых методов через переменную типа «интерфейс» неоднозначности не возникает, если использованный в качестве типа переменной интерфейс имеет только один метод с заданным именем. Вариантом этого решения является явное переименование для совпадающих по именам наследуемых или реализуемых методов, за счёт чего в пределах реализующего класса не будет одноимённых методов, но при обращении через интерфейс всегда вызывается нужная реализация.
- Общая реализация одноимённых методов. Если наследуется или реализуется несколько методов с одной и той же сигнатурой, то они объединяются в интерфейсе-наследнике, а в классе-реализаторе получают одну общую реализацию. Это хорошо подходит для случаев, когда одноимённые методы разных интерфейсов идентичны по предполагаемой функциональности, но может вызвать нежелательные эффекты, если поведение этих методов должно различаться.

## Интерфейсы в конкретных языках и системах
Реализация интерфейсов во многом определяется исходными возможностями языка и целью, с которой интерфейсы введены в него. Очень показательны особенности использования интерфейсов в языках Java, Object Pascal системы Delphi и C++, поскольку они демонстрируют три принципиально разные ситуации: изначальная ориентация языка на использование концепции интерфейсов, их применение для совместимости, а также их эмуляция классами.
- В Java интерфейсы изначально входят в язык, являясь неотъемлемой его частью.
- В объектной подсистеме языка Object Pascal никаких интерфейсов не было, их поддержка была введена в Delphi 2 для обеспечения написания и использования COM-компонентов. Соответственно, механизм интерфейсов Delphi ориентирован, на использование технологии COM.
- В C++ интерфейсов, строго говоря, нет вообще. Механизм, аналогичный интерфейсам (и исторически предшествующий им) реализуется другими средствами чрезвычайно мощной объектной подсистемы этого языка.

### Delphi
В Delphi интерфейсы были введены для поддержки технологии COM фирмы Microsoft. Однако при выпуске Kylix интерфейсы как элемент языка были «отвязаны» от технологии COM. Все интерфейсы наследуются от интерфейса IInterface , который на платформе win32 совпадает с IUnknown, стандартным одноимённым COM-интерфейсом, подобно тому как все классы в нём являются наследниками класса TObject. Явное использование в качестве предка IUnknown оставлено для кода, использующего технологию COM.
Пример объявления интерфейса:
```
IMyInterface
 
=
 
interface

  
procedure
 
DoSomething
;

end
;

```

Для того, чтобы объявить о реализации интерфейсов, в описании класса необходимо указать их имена в скобках после ключевого слова class, после имени класса-предка. Так как «интерфейс — это договор, который нужно выполнить», программа не компилируется, пока в реализующем классе не будет реализована нужная процедура.
Вышеупомянутая ориентированность интерфейсов Delphi на технологию COM привела к некоторым неудобствам. Дело в том, что интерфейс IInterface (от которого наследуются все остальные интерфейсы) уже содержит три обязательных для COM-интерфейсов метода: QueryInterface, _AddRef, _Release. Следовательно, любой класс, реализующий любой интерфейс, обязан реализовать эти методы, даже если по логике программы интерфейс и класс не имеют никакого отношения к COM. Необходимо заметить, что данные три метода также используются для контроля времени жизни объекта и реализации механизма запроса интерфейса через оператор as.
Пример класса, реализующего интерфейс:
```
TMyClass
 
=
 
class
(
TMyParentClass
,
 
IMyInterface
)

  
procedure
 
DoSomething
;

  
function
 
QueryInterface
(
const
 
IID
:
 
TGUID
;
 
out
 
Obj
)
:
 
HResult
;
 
stdcall
;

  
function
 
_AddRef
:
 
Integer
;
 
stdcall
;

  
function
 
_Release
:
 
Integer
;
 
stdcall
;

end
;

implementation

```

Программист должен правильно реализовать методы QueryInterface, _AddRef, _Release. Чтобы избавиться от необходимости писать стандартные методы, предусмотрен библиотечный класс TInterfacedObject. Он реализует три вышеупомянутых метода, и любой класс, наследуемый от него и его потомков, получает эту реализацию. Реализация этих методов в TInterfacedObject предполагает автоматический контроль за временем жизни объекта путём подсчёта ссылок через методы _AddRef и _Release, которые вызываются автоматически при входе в область видимости и выходе из неё.
Пример класса-наследника TInterfacedObject:
```
TMyClass
 
=
 
class
(
TInterfacedObject
,
 
IMyInterface
)

  
procedure
 
DoSomething
;

end
;

```

При наследовании класса, реализующего интерфейс, от класса без интерфейсов, программист должен реализовать упомянутые методы вручную, определив наличие либо отсутствие контроля по подсчёту ссылок, а также получение интерфейса в QueryInterface.
Пример произвольного класса без подсчёта ссылок:
```
TMyClass
 
=
 
class
(
TObject
,
 
IInterface
,
 
IMyInterface
)

  
//IInterface

  
function
 
QueryInterface
(
const
 
IID
:
 
TGUID
;
 
out
 
Obj
)
:
 
HResult
;
 
stdcall
;

  
function
 
_AddRef
:
 
Integer
;
 
stdcall
;

  
function
 
_Release
:
 
Integer
;
 
stdcall
;

  
//IMyInterface

  
procedure
 
DoSomething
;

end
;

{ TMyClass }

function
 
TMyClass
.
QueryInterface
(
const
 
IID
:
 
TGUID
;
 
out
 
Obj
)
:
 
HResult
;

begin

  
if
 
GetInterface
(
IID
,
 
Obj
)
 
then

    
Result
 
:=
 
0

  
else

    
Result
 
:=
 
E_NOINTERFACE
;

end
;

function
 
TMyClass
.
_AddRef
:
 
Integer
;

begin

  
Result
 
:=
 
-
1
;

end
;

function
 
TMyClass
.
_Release
:
 
Integer
;

begin

  
Result
 
:=
 
-
1
;

end
;

procedure
 
TMyClass
.
DoSomething
;

begin

  
//Do something

end
;

```

### C++
C++ поддерживает множественное наследование и абстрактные классы, поэтому, как уже упоминалось выше, отдельная синтаксическая конструкция для интерфейсов в этом языке не нужна. Интерфейсы определяются при помощи абстрактных классов, а реализация интерфейса производится путём наследования этих классов. Пример определения интерфейса:
```
/**

*   interface.Openable.h

*

*/

#ifndef INTERFACE_OPENABLE_HPP

#define INTERFACE_OPENABLE_HPP

// Класс интерфейса iOpenable. Определяет возможность открытия/закрытия чего-либо.

class
 
iOpenable

{

    
public
:

    
virtual
 
~
iOpenable
(){}

    
virtual
 
void
 
open
()
=
0
;

    
virtual
 
void
 
close
()
=
0
;

};

#endif

```

Интерфейс реализуется через наследование (благодаря наличию множественного наследования возможно реализовать в одном классе несколько интерфейсов, если в этом есть необходимость; в примере ниже наследование не множественное):
```
/**

*   class.Door.h

*

*/

#include
 
"interface.Openable.h"

#include
 
<iostream>

class
 
Door
:
 
public
 
iOpenable

{

    
public
:

    
Door
(){
std
::
cout
 
<<
 
"Door object created"
 
<<
 
std
::
endl
;}

    
virtual
 
~
Door
(){}

    
//Конкретизация методов интерфейса iOpenable для класса Door

    
void
 
open
()
 
override
 
{
std
::
cout
 
<<
 
"Door opened"
 
<<
 
std
::
endl
;}

    
void
 
close
()
 
override
 
{
std
::
cout
 
<<
 
"Door closed"
 
<<
 
std
::
endl
;}

    
//Специфические для класса Door свойства и методы

    
std
::
string
 
mMaterial
;

    
std
::
string
 
mColor
;

    
//...

};

```

```
/**

*   class.Book.h

*

*/

#include
 
"interface.Openable.h"

#include
 
<iostream>

class
 
Book
:
 
public
 
iOpenable

{

    
public
:

    
Book
(){
std
::
cout
 
<<
 
"Book object created"
 
<<
 
std
::
endl
;}

    
virtual
 
~
Book
(){}

    
//Конкретизация методов интерфейса iOpenable для класса Book

    
void
 
open
()
 
override
 
{
std
::
cout
 
<<
 
"Book opened"
 
<<
 
std
::
endl
;}

    
void
 
close
()
 
override
 
{
std
::
cout
 
<<
 
"Book closed"
 
<<
 
std
::
endl
;}

    
//Специфические для класса Book свойства и методы

    
std
::
string
 
mTitle
;

    
std
::
string
 
mAuthor
;

    
//...

};

```

Тестируем всё вместе:
```
/**

*   test.Openable.cpp

*

*/

#include
 
"interface.Openable.h"

#include
 
"class.Door.h"

#include
 
"class.Book.h"

//Функция открытия/закрытия любых разнородных объектов, в которых реализован интерфейс iOpenable

void
 
openAndCloseSomething
(
iOpenable
&
 
smth
)

{

    
smth
.
open
();

    
smth
.
close
();

}

int
 
main
()

{

    
Door
 
myDoor
;

    
Book
 
myBook
;

    
openAndCloseSomething
(
myDoor
);

    
openAndCloseSomething
(
myBook
);

    
system
 
(
"pause"
);

    
return
 
0
;

}

```

### Java
В отличие от C++, Java не позволяет наследовать больше одного класса. В качестве альтернативы множественному наследованию существуют интерфейсы. Каждый класс в Java может реализовать любой набор интерфейсов. Порождать объекты от интерфейсов в Java нельзя.

#### Объявление интерфейсов
Объявление интерфейсов очень похоже на упрощённое объявление классов. Оно начинается с заголовка. Сначала указываются модификаторы. Интерфейс может быть объявлен как public и тогда он будет доступен для общего использования, либо модификатор доступа может не указываться, в этом случае интерфейс доступен только для типов своего пакета. Модификатор abstract для интерфейса не требуется, поскольку все интерфейсы являются абстрактными классами. Его можно указать, но делать этого не рекомендуется, чтобы не загромождать код.
Далее записывается ключевое слово interface и имя интерфейса.
После этого может следовать ключевое слово extends и список интерфейсов, от которых будет наследоваться объявляемый интерфейс. Родительских типов (классов и/или интерфейсов) может быть много — главное, чтобы не было повторений и чтобы отношение наследования не образовывало циклической зависимости.
Наследование интерфейсов действительно очень гибкое. Так, если есть два интерфейса A и B, причём B наследуется от A, то новый интерфейс C может наследоваться от них обоих. Впрочем, понятно, что при наследовании от B, указание наследования от A является избыточным, так как все элементы этого интерфейса и так будут получены по наследству через интерфейс B.
Затем в фигурных скобках записывается тело интерфейса.
Пример объявления интерфейса:
```
public
 
interface
 
Drawable
 
extends
 
Colorable
,
 
Resizable
 
{

}

```

Тело интерфейса состоит из объявления элементов, то есть полей, констант и абстрактных методов. Все поля интерфейса автоматически являются public final static, так что эти модификаторы указывать необязательно и даже нежелательно, чтобы не загромождать код. Поскольку поля являются финальными, необходимо их сразу инициализировать.
```
public
 
interface
 
Directions
 
{

  
int
 
RIGHT
=
1
;

  
int
 
LEFT
=
2
;

  
int
 
UP
=
3
;

  
int
 
DOWN
=
4
;

}

```

Все методы интерфейса являются public abstract, и эти модификаторы также необязательны.
```
public
 
interface
 
Moveable
 
{

  
void
 
moveRight
();

  
void
 
moveLeft
();

  
void
 
moveUp
();

  
void
 
moveDown
();

}

```

Как видно, описание интерфейса гораздо проще, чем объявление класса.

#### Реализация интерфейса
Для реализации интерфейса он должен быть указан при декларации класса с помощью ключевого слова implements. Пример:
```
interface
 
I

{

   
void
 
interfaceMethod
();

}

public
 
class
 
ImplementingInterface
 
implements
 
I

{

   
void
 
interfaceMethod
()

   
{

      
System
.
out
.
println
(
"Этот метод реализован из интерфейса I"
);

   
}

}

public
 
static
 
void
 
main
(
String
[]
 
args
)

{

   
ImplementingInterface
 
temp
 
=
 
new
 
ImplementingInterface
();

   
temp
.
interfaceMethod
();

}

```

Каждый класс может реализовать любые доступные интерфейсы. При этом в классе должны быть реализованы все абстрактные методы, появившиеся при наследовании от интерфейсов или родительского класса, чтобы новый класс мог быть объявлен неабстрактным.
Если из разных источников наследуются методы с одинаковой сигнатурой, то достаточно один раз описать реализацию, и она будет применяться для всех этих методов. Однако, если у них различное возвращаемое значение, то возникает конфликт. Пример:
```
interface
 
A
 
{

  
int
 
getValue
();

}

interface
 
B
 
{

  
double
 
getValue
();

}

interface
 
C
 
{

  
int
 
getValue
();

}

public
 
class
 
Correct
 
implements
 
A
,
 
C
 
// класс правильно наследует методы с одинаковой сигнатурой

{

   
int
 
getValue
()

   
{

      
return
 
5
;

   
}

}

class
 
Wrong
 
implements
 
A
,
 
B
 
// класс вызывает ошибку при компиляции

{

   
int
 
getValue
()

   
{

      
return
 
5
;

   
}

   
double
 
getValue
()

   
{

      
return
 
5.5
;

   
}

}

```

### C#
В C# интерфейсы могут наследовать один или несколько других интерфейсов. Членами интерфейсов могут быть методы, свойства, события и индексаторы:
```
interface
 
I1
 

{

    
void
 
Method1
();

}

interface
 
I2
 

{

    
void
 
Method2
();

}

interface
 
I
 
:
 
I1
,
 
I2

{

    
void
 
Method
();

    
int
 
Count
 
{
 
get
;
 
}

    
event
 
EventHandler
 
SomeEvent
;

    
string
 
this
[
int
 
index
]
 
{
 
get
;
 
set
;
 
}

}

```

При реализации интерфейса класс должен реализовать как методы самого интерфейса, так и его базовых интерфейсов:
```
public
 
class
 
C
 
:
 
I

{

    
public
 
void
 
Method
()

    
{

    
}

    
public
 
int
 
Count

    
{

        
get
 
{
 
throw
 
new
 
NotImplementedException
();
 
}

    
}

    
public
 
event
 
EventHandler
 
SomeEvent
;

    
public
 
string
 
this
[
int
 
index
]

    
{

        
get

        
{

            
throw
 
new
 
NotImplementedException
();

        
}

        
set

        
{

            
throw
 
new
 
NotImplementedException
();

        
}

    
}

    
public
 
void
 
Method1
()

    
{

    
}

    
public
 
void
 
Method2
()

    
{

    
}

}

```

## Интерфейсы в UML

Изображение интерфейса и реализующего его класса в UML.

Интерфейсы в UML используются для визуализации, спецификации, конструирования и документирования стыковочных UML-узлов между составными частями системы. Типы и UML-роли обеспечивают механизм моделирования статического и динамического соответствия абстракции интерфейсу в конкретном контексте.
В UML интерфейсы изображаются как классы со стереотипом «interface», либо в виде кружочков (в этом случае содержащиеся в интерфейсе UML-операции не отображаются).